# Torsten L. Lindström
Torsten L Lindström, född 21 september 1921 i Jukkasjärvi, död 19 januari 2005 i Uppsala, var en svensk ingenjör, industriforskare och företagsledare. Lindström var teknologie licentiat och verkställande direktör för Asea åren 1976-1980. Uppväxt i Kiruna. Innan Lindström inledde sin karriär vid Asea 1961 hade han sedan 1940-talet först studerat och senare arbetat vid Tekniska högskolan i Stockholm.
- 1941 Studentexamen i Haparanda.
- Civilingenjörsexamen i elkraftteknik 1946, Kungl Tekniska högskolan
- Tekn lic 1951.
- Förste assistent vid KTH:s elkrafttekniska institution, ansvarig för uppbyggnaden av ett nytt forsknings- och provningslaboratorium.
- Eget företag parallellt med KTH-uppdraget.
- 1961 Rekryterad av Asea som överingenjör och chef för konstruktion av lågspänningsapparater.
- 1964 Direktör och chef för hela sektorn lågspänningsapparater.
- 1967 vice vd med ansvar för Aseas forskning och produktutveckling.
- 1976–91 ledamot av Asea AB:s styrelse.
- 1976 Efterträdde Curt Nicolin som verkställande direktör för Asea.
- 1980, koncernchef för Asea-gruppen.

Övriga åtaganden
- Insatser i Industriförbundet, Elektroindustriföreningen och standardiseringsorganen SIS samt SEK.
- Ordförande i Atomforskningsinstitutet; här aktivt medverkande till tillkomsten av såväl KTH:s elkraftcentrum som Fysikcentrum i Stockholm.
- Ledamot av Kungliga Ingenjörsvetenskapsakademien.
- Arbetade för sin hembygd i Norrbottenakademien.
- 1979 Hedersdoktor vid Chalmers tekniska högskola.[1]